# Élections législatives de 1973 dans le Cher
Les élections législatives françaises de 1973 se déroulent les 4 et 11 mars 1973. Dans le département du Cher, trois députés sont à élire dans le cadre de trois circonscriptions.

## Élus
| Circonscription | Député sortant    | Parti | Parti | Député élu ou réélu | Parti | Parti |
| --------------- | ----------------- | ----- | ----- | ------------------- | ----- | ----- |
| 1re             | Raymond Boisdé    |       | RI    | Raymond Boisdé      |       | RI    |
| 2e              | Jean Boinvilliers |       | UDR   | Jean Boinvilliers   |       | UDR   |
| 3e              | Maurice Papon     |       | UDR   | Maurice Papon       |       | UDR   |

## Résultats

### Résultats à l'échelle du département
| Parti                 | Parti                                   | Premier tour | Premier tour | Second tour | Second tour | Sièges |
| Parti                 | Parti                                   | Voix         | %            | Voix        | %           | Sièges |
| --------------------- | --------------------------------------- | ------------ | ------------ | ----------- | ----------- | ------ |
|                       | Union des démocrates pour la République | 34 714       | 22,69        | 50 822      | 33,19       | 2      |
|                       | Républicains indépendants               | 18 351       | 12,00        | 29 097      | 19,00       | 1      |
|                       | Divers droite                           | 7 984        | 5,22         |             |             | 0      |
|                       | Divers droite (gaulliste)               | 5 519        | 3,61         | 0           |             |        |
|                       | Union des républicains de progrès       | 66 568       | 43,52        | 79 919      | 52,20       | 3      |
|                       |                                         |              |              |             |             |        |
|                       | Parti communiste français               | 48 332       | 31,60        | 73 190      | 47,80       | 0      |
|                       | Parti socialiste                        | 15 192       | 9,93         |             |             | 0      |
|                       | Parti socialiste unifié                 | 1 594        | 1,04         | 0           |             |        |
|                       | Union de la gauche                      | 65 118       | 42,57        | 73 190      | 47,80       | 0      |
|                       |                                         |              |              |             |             |        |
|                       | Mouvement réformateur                   | 16 339       | 10,68        | Retrait     | Retrait     | 0      |
|                       | Lutte ouvrière                          | 4 936        | 3,23         |             |             | 0      |
|                       |                                         |              |              |             |             |        |
| Inscrits              | Inscrits                                | 191 321      | 100,00       | 191 226     | 100,00      | 3      |
| Abstentions           | Abstentions                             | 34 049       | 17,8         | 32 581      | 17,04       |        |
| Votants               | Votants                                 | 157 272      | 82,2         | 158 645     | 82,96       |        |
| Blancs et nuls        | Blancs et nuls                          | 4 311        | 2,74         | 5 536       | 3,49        |        |
| Exprimés              | Exprimés                                | 152 961      | 97,26        | 153 109     | 96,51       |        |
| Source : Data.gouv.fr |                                         |              |              |             |             |        |

### Résultats par circonscription

#### Première circonscription (Bourges)
| Candidat       | Candidat                     | Parti                     | Premier tour | Premier tour | Second tour | Second tour |  |
| Candidat       | Candidat                     | Parti                     | Voix         | %            | Voix        | %           |  |
| -------------- | ---------------------------- | ------------------------- | ------------ | ------------ | ----------- | ----------- |  |
|                | Raymond Boisdé sortant réélu | RI (URP)                  | 18 351       | 33,48        | 29 097      | 54,22       |  |
|                | Jacques Rimbault             | PCF                       | 14 157       | 25,82        | 24 569      | 45,78       |  |
|                | Alfred Depège                | CD (MR)                   | 6 977        | 12,73        | Retrait     | Retrait     |  |
|                | Jean Roger                   | PS (UGSD)                 | 6 579        | 12           |             |             |  |
|                | Edmé Boiché                  | Divers droite (Gaulliste) | 4 469        | 9,8          |             |             |  |
|                | Jean-Roger Gaillard          | LO                        | 1 790        | 3,27         |             |             |  |
|                | René Robert                  | PSU                       | 1 594        | 2,91         |             |             |  |
|                | Diego Soler                  | Divers droite             | 902          | 0,8          |             |             |  |
|                |                              |                           |              |              |             |             |  |
| Inscrits       | Inscrits                     | Inscrits                  | 68 727       | 100,00       | 68 721      | 100,00      |  |
| Abstentions    | Abstentions                  | Abstentions               | 11 795       | 17,16        | 12 915      | 18,79       |  |
| Votants        | Votants                      | Votants                   | 56 932       | 82,84        | 55 806      | 81,21       |  |
| Blancs et nuls | Blancs et nuls               | Blancs et nuls            | 2 113        | 3,71         | 2 140       | 3,83        |  |
| Exprimés       | Exprimés                     | Exprimés                  | 54 819       | 96,29        | 53 666      | 96,17       |  |

#### Deuxième circonscription (Vierzon)
| Candidat       | Candidat                        | Parti                     | Premier tour | Premier tour | Second tour | Second tour |  |
| Candidat       | Candidat                        | Parti                     | Voix         | %            | Voix        | %           |  |
| -------------- | ------------------------------- | ------------------------- | ------------ | ------------ | ----------- | ----------- |  |
|                | Fernand Micouraud               | PCF                       | 18 526       | 34,53        | 26 092      | 48,41       |  |
|                | Jean Boinvilliers sortant réélu | UDR (URP)                 | 17 185       | 32,03        | 27 803      | 51,59       |  |
|                | Gilbert Driancourt              | CD (MR)                   | 5 427        | 10,11        |             |             |  |
|                | Pierre Karmann                  | CNIP                      | 5 343        | 9,96         |             |             |  |
|                | Claude Bernardy                 | PS (UGSD)                 | 4 384        | 8,17         |             |             |  |
|                | Roger Perrot                    | LO                        | 1 741        | 3,24         |             |             |  |
|                | Xavier Moissinac-Massénat       | Divers droite (Gaulliste) | 1 050        | 1,96         |             |             |  |
|                |                                 |                           |              |              |             |             |  |
| Inscrits       | Inscrits                        | Inscrits                  | 65 941       | 100,00       | 65 892      | 100,00      |  |
| Abstentions    | Abstentions                     | Abstentions               | 11 132       | 16,88        | 10 055      | 15,26       |  |
| Votants        | Votants                         | Votants                   | 54 809       | 83,12        | 55 837      | 84,74       |  |
| Blancs et nuls | Blancs et nuls                  | Blancs et nuls            | 1 153        | 2,1          | 1 942       | 3,48        |  |
| Exprimés       | Exprimés                        | Exprimés                  | 53 656       | 97,9         | 53 895      | 96,52       |  |

#### Troisième circonscription (Saint-Amand-Montrond)
| Candidat       | Candidat                    | Parti          | Premier tour | Premier tour | Second tour | Second tour |  |
| Candidat       | Candidat                    | Parti          | Voix         | %            | Voix        | %           |  |
| -------------- | --------------------------- | -------------- | ------------ | ------------ | ----------- | ----------- |  |
|                | Maurice Papon sortant réélu | UDR (URP)      | 17 529       | 39,4         | 23 019      | 50,54       |  |
|                | Laurent Bilbeau             | PCF            | 15 649       | 35,18        | 22 529      | 49,46       |  |
|                | Berthe Fiévet               | PS (UGSD)      | 4 229        | 9,51         |             |             |  |
|                | Émile Chassin               | MDSF (MR)      | 3 935        | 8,85         |             |             |  |
|                | Michel Blanchard            | Divers droite  | 1 739        | 3,91         |             |             |  |
|                | Jean-Paul Crouchez          | LO             | 1 405        | 3,16         |             |             |  |
|                |                             |                |              |              |             |             |  |
| Inscrits       | Inscrits                    | Inscrits       | 56 653       | 100,00       | 56 613      | 100,00      |  |
| Abstentions    | Abstentions                 | Abstentions    | 11 122       | 19,63        | 9 611       | 16,98       |  |
| Votants        | Votants                     | Votants        | 45 531       | 80,37        | 47 002      | 83,02       |  |
| Blancs et nuls | Blancs et nuls              | Blancs et nuls | 1 045        | 2,3          | 1 454       | 3,09        |  |
| Exprimés       | Exprimés                    | Exprimés       | 44 486       | 97,7         | 45 548      | 96,91       |  |